# Governació de Qalqilya
La governació de Qalqilya (àrab: محافظة قلقيلية, muḥāfaẓat Qalqīliya; hebreu: נפת קלקיליה‎) és un governació de l'Autoritat Nacional Palestina al nord-oest de Cisjordania. Limita al nord amb la governació de Tulkarem, al sud amb la governació de Salfit i a l'est amb la governació de Nablus. Té una superfície de 164 km² i una població estimada en 100.753 l'any 2007. La seva capital o muhfaza (seu) és la ciudad de Qalqilya que voreja la Línia Verda, frontera amb l'Estat d'Israel.

## Localitats

### Municipis
- Azzun
- Hableh
- Qalqilya
- Kafr Thulth

### Viles i pobles
- Azzun 'Atma
- Baqah
- Baqat al-Hatab
- Beit Amin
- Falamya
- Hajjah
- Immatain
- Islah
- Jayyous
- Jinsafut
- Jit
- Kafr Laqif
- Kafr Qaddum
- an Nabi Elyas
- Ras Atiya
- Sanniriya
- Fara'ata
- Salman